# Poço Branco
Poço Branco é um município brasileiro do estado do Rio Grande do Norte. Foi criado em 13 de Abril de 1963, por seu membro-fundador, o então Xerife da época de Taipu, Tertulino Cabral, que em meio à disputas de poder político decidiu fundar sua própria cidade. A família Cabral teve um papel importante na instauração e história de Poço Branco, ficou conhecida por suas importantes atuações no cenário político e contribuições no ramo de bebidas, sendo muitos destes ainda hoje donos de distribuidoras na região.

## Geografia
Na divisão territorial do Brasil feita pelo Instituto Brasileiro de Geografia e Estatística (IBGE) em 2017, o município pertence às regiões geográficas intermediária e imediata de Natal; antes, de 1989 até 2017, quando vigorava a divisão em mesorregiões e microrregiões, era parte da microrregião da Baixa Verde, uma das quatro microrregiões da mesorregião do Agreste Potiguar. Distante 63 km da capital estadual, Natal, e 2 467 km da capital federal, Brasília, Poço Branco ocupa 230,401 km² de área (0,4363% da superfície estadual), dos quais 3,877 km² constituem área urbana. Limita-se com Pureza a norte, Bento Fernandes a sul, Taipu a leste e, a oeste, João Câmara e novamente Bento Fernandes.
O relevo do município abrange tanto os tabuleiros costeiros, também denominados de "planaltos rebaixados", quanto a depressão sublitorânea, de transição entre os tabuleiros costeiros e o Planalto da Borborema. A geologia é marcada por sedimentos cretáceos das formações Açu e Jandaíra a norte, com idade entre oitenta e cem milhões de anos, enquanto a sul estão as rochas granito-gnássicas do período Pré-Cambriano, entre 1,1 bilhão e 2,5 bilhões de anos. Os solos principais são a areia quartzosa distrófica e o podzólico vermelho amarelo equivalente eutrófico, chamados, no atual Sistema Brasileiro de Classificação de Solos, de neossolo e luvissolo, respectivamente. Também é encontrado o vertissolo no setor norte do município, além de pequenas áreas de solo bruno não cálcico, também enquadrados nos luvissolos.
Esses solos são cobertos pela caatinga, com espécies vegetais de pequeno porte, cujas folhas desaparecem na estação seca. Poço Branco está inserido nos domínios das bacias hidrográficas dos rios Ceará-Mirim e Maxaranguape, o primeiro abrangendo quase três quintos da área do território poço-branquense e o segundo os dois quintos restantes. Cortam o município os riachos da América, do Cravo e do Saco e o rio Ceará-Mirim, cujo trecho local é represado pela Barragem Engenheiro José Batista do Rêgo Pereira (Açude Poço Branco), com capacidade 136 000 000 m³.
O clima de Poço Branco é semiárido, com chuvas concentradas entre março e julho. De acordo com dados da Empresa de Pesquisa Agropecuária do Rio Grande do Norte (EMPARN), referentes ao período de 1962 a 2011 e a partir de 2019, o recorde de precipitação em 24 horas ocorreu em 13 de março de 2022, chegando a 211,6 mm. Desde setembro de 2019, quando a EMPARN colocou em operação uma estação meteorológica automática na cidade, as temperaturas variaram de 19,1 °C em agosto de 2022, nos dias 16 e 22, a 35,4 °C em 11 de fevereiro de 2024.
| Dados climatológicos para Poço Branco                                                           | Dados climatológicos para Poço Branco | Dados climatológicos para Poço Branco | Dados climatológicos para Poço Branco | Dados climatológicos para Poço Branco | Dados climatológicos para Poço Branco | Dados climatológicos para Poço Branco | Dados climatológicos para Poço Branco | Dados climatológicos para Poço Branco | Dados climatológicos para Poço Branco | Dados climatológicos para Poço Branco | Dados climatológicos para Poço Branco | Dados climatológicos para Poço Branco | Dados climatológicos para Poço Branco |
| Mês                                                                                             | Jan                                   | Fev                                   | Mar                                   | Abr                                   | Mai                                   | Jun                                   | Jul                                   | Ago                                   | Set                                   | Out                                   | Nov                                   | Dez                                   | Ano                                   |
| ----------------------------------------------------------------------------------------------- | ------------------------------------- | ------------------------------------- | ------------------------------------- | ------------------------------------- | ------------------------------------- | ------------------------------------- | ------------------------------------- | ------------------------------------- | ------------------------------------- | ------------------------------------- | ------------------------------------- | ------------------------------------- | ------------------------------------- |
| Temperatura máxima recorde (°C)                                                                 | 34,5                                  | 35,4                                  | 35,1                                  | 34,1                                  | 33,7                                  | 33,7                                  | 33                                    | 33,4                                  | 34,1                                  | 34,9                                  | 34,8                                  | 34,6                                  | 35,4                                  |
| Temperatura mínima recorde (°C)                                                                 | 21,5                                  | 20,7                                  | 21,8                                  | 21                                    | 20,8                                  | 19,6                                  | 19,4                                  | 19,1                                  | 19,3                                  | 20                                    | 20,7                                  | 21,3                                  | 19,1                                  |
| Precipitação (mm)                                                                               | 41,6                                  | 63,4                                  | 113,7                                 | 129,9                                 | 102,4                                 | 106,8                                 | 99,2                                  | 42                                    | 21,7                                  | 5,7                                   | 7,8                                   | 10,1                                  | 744,3                                 |
| Fonte: EMPARN (médias de precipitação: 1962-2011; recordes de temperatura: 05/09/2019-presente) |                                       |                                       |                                       |                                       |                                       |                                       |                                       |                                       |                                       |                                       |                                       |                                       |                                       |